# Goverlan Reach
Goverlan Reach ist eine von Goverlan, Inc entwickelte Fernsteuerungssoftware für Computer. Mit dieser Software kann man die Computer im „stillen“ Modus (background) fern steuern, ohne die Arbeit des Benutzers zu unterbrechen. Zur Verfügung stehen Funktionen, wie das Anzeigen der Systeminformationen, Installieren und Deinstallieren von Programmen, Ausführen von Skripts, Datenübertragung, Installation von Updates usw. Die meisten Aktionen können für eine Gruppe von Computern oder Benutzern ausgeführt werden.
Darüber hinaus unterstützt sie den Remote-Desktop-Zugriff mit RDP-, VNC- und proprietären Protokollen. Mit dem proprietären Protokoll kann man die Qualität des Desktopbildes anpassen, Tastatur und Maus steuern, den Ton von einem Remotecomputer übertragen, mit einem Remotebenutzer über die Sprachverbindung und den Text-chat kommunizieren und den „Curtain mode“ aktivieren. Mit der VNC-Unterstützung kann man Systeme steuern, die auf den Betriebssystemen macOS und Linux basieren.

## Entwicklung
Die Idee zur Entwicklung dieses Softwareproduktes stammt von Pascal Bergeot (Geschäftsführer und Gründer von Goverlan, Inc.), als er im technischen Support einer der wichtigsten Finanzeinrichtungen von Wall Street gearbeitet hat. Das umfassende Verständnis davon, wie das Produkt sein sollte, kam im Jahre 1996. Und 1998 wurde dann die erste kommerzielle Version veröffentlicht.

## Besonderheiten
Goverlan Reach besteht aus drei Teilen: Goverlan Reach Console, Goverlan Reach Client und Goverlan Reach Server.
Goverlan Reach Console wird auf Computern installiert, von denen die Fernsteuerung ausgeführt wird. Diese Komponente umfasst eine Verwaltungskonsole und eine Anwendung für den Remote-Desktop-Zugriff. Die Konsole führt die Verwaltung im „stillen“ Modus (background) aus, ohne die Arbeit des Benutzers zu unterbrechen, und lässt gleichzeitig komplexe Operationen für Computergruppen ausführen. Wiederum kann man mit der Fernsteuerungsanwendung über ein proprietäres Protokoll eine Verbindung zum Desktop herstellen, wenn der Goverlan Reach Client auf den Remotecomputern installiert ist. Außerdem besteht die Möglichkeit, über den RDP und VNC eine Verbindung zu Computern herzustellen, die diese Protokolle unterstützen. So kann man auch MacOS- und Linux-basierte Computer verwalten. Im Vorschaubereich können die Desktop-Miniaturen aller Zuschaltungen in Echtzeit angezeigt werden.
Goverlan Reach Client wird auf Remotecomputern installiert. Dieser Agent unterstützt zwei Arbeitsmodi: als Dienst für den Zugriff „ohne Überwachung“ und als Anwendung zur Unterstützung eines Benutzers. Im ersten Fall kann der Agent fern installiert werden. Dazu muss man die für die Administratoren geöffneten C$ und IPC$ haben und sich im lokalen Netzwerk befinden.
Goverlan Reach Server ist für die zentrale Verteilung von Einstellungen (Richtlinien) und die Registrierung von Netzwerkereignissen erforderlich. Außerdem enthält sie Goverlan Reach Gateway Server, womit man die Computer außerhalb des lokalen Netzwerks verwalten kann. Diese Komponente ist optional.

## Sicherheit
Goverlan Reach unterstützt die NTLM- und Kerberos-Authentifizierung. Alle über das Netzwerk übertragenen Daten werden mit dem TLS-Protokoll und (oder) AES-Verschlüsselungsalgorithmus verschlüsselt.